# Javier Recio Gracia
Javier Recio Gracia é um cineasta espanhol. Como reconhecimento, foi nomeado ao Oscar 2010 na categoria de Melhor Animação em Curta-metragem por The Lady and the Reaper.